# Beat! Beat! Beat!
Beat! Beat! Beat! ist eine deutsche Rockband aus Viersen. Ihre Musik wird als Mischung aus Indie- und Gitarrenrock mit Synthie-Pop und Shoegazing beschrieben.

## Bandgeschichte
Die Bandmitglieder kannten sich, da sie dieselbe Schule besuchten. 2006 – im Alter von 16 Jahren – begannen die vier Gründungsmitglieder Joshua Gottmanns (Gesang, Gitarre), Moritz Leppers (Gitarre, Synthesizer), Tim Gerke (Bass) und Marius Lauber (Schlagzeug), gemeinsam Musik zu machen. Aus dem Freizeitprojekt entstand 2008 die Band Beat! Beat! Beat!, die 2009 die Debüt-EP Stars veröffentlichte. Gemastert wurde sie von Larry Reid, Gitarrist der britischen Indie-Rock-Band The Cinematics. Die britische Musikzeitschrift NME nannte die Band „die deutsche Antwort auf die Foals“. Es folgten Auftritte in ganz Deutschland und ein Plattenvertrag bei dem Berliner Independent-Label Richard Mohlmann Records. Am 22. Oktober 2010 erschien das Debütalbum Lightmares, produziert von Dennis Scheider.
Im Herbst 2010 wurden sie als Bester Plan B-Akt für den größten deutschen Radiopreis 1Live Krone nominiert und errangen dabei gemeinsam mit Dendemann den zweiten Platz.
Schlagzeuger Marius Lauber ist seit 2013 unter dem Pseudonym Roosevelt aktiv, Joshua Gottmanns u. a. (beide Male zusammen mit Niklas Wandt) in den Formationen Oracles und Neuzeitliche Bodenbeläge.

## Diskografie
- 2009: Stars (EP)
- 2010: Lightmares (Album)